# San Antonio Heights
San Antonio Heights is een plaats (census-designated place) in de Amerikaanse staat Californië, en valt bestuurlijk gezien onder San Bernardino County.

## Demografie
Bij de volkstelling in 2000 werd het aantal inwoners vastgesteld op 3122.

## Geografie
Volgens het United States Census Bureau beslaat de plaats een oppervlakte van
3,7 km², waarvan 3,6 km² land en 0,1 km² water.

## Plaatsen in de nabije omgeving
De onderstaande figuur toont nabijgelegen plaatsen in een straal van 16 km rond San Antonio Heights.